# Armoriale dei comuni dell'Ardèche
Questa pagina contiene le armi (stemma e blasonatura) dei comuni dell'Ardèche.
| Stemma | Nome del comune e blasonatura |
| ------ | --- |
|        | Annonay Échiqueté d'or et de gueules de quatre tires (Scaccato d'oro e di rosso di quattro tiri) |
|        | Bourg-Saint-Andéol De gueules aux trois bourdons d'argent posés en pal et rangés en fasce, au chef cousu d'azur chargé d'un badelaire d'argent garni d'or (Di rosso, a tre bordoni d'argento, posti in palo e ordinati in fascia; al capo cucito d'azzurro, caricato di una scimitarra d'argento, guarnita d'oro)          |
|        | Le Cheylard De gueules à l'aigle bicéphale d'or (Di rosso, all'aquila bicipite d'oro) |
|        | Félines De sinople au chevron losangé d'argent et de sinople (Di verde, allo scaglione losangato d'argento e di verde) |
|        | Joyeuse Palé d'or et d'azur de six pièces, au chef de gueules chargé de trois hydres à sept têtes aussi d'or (Palato d'oro e d'azzurro; al capo di rosso, caricato di tre idre a sette teste pure d'oro) |
|        | Meyras D'azur au lion d'or à la queue léopardée, lampassé de gueules, à la crinière du même, surmonté de trois étoiles aussi d'or rangées en chef (D'azzurro, al leone d'oro con la coda da leopardo, lampassato di rosso, con la criniera dello stesso, sormontato da tre stelle pure d'oro, ordinate in fascia nel capo) |
|        | Privas D'argent au chêne terrassé de sinople, englanté d'or; au chef d'azur chargé de trois fleurs de lis d'or (D'argento, alla quercia terrazzata di verde, ghiandifera d'oro; al capo d'azzurro, caricato di tre gigli d'oro)                                                                                            |
|        | Ruoms De gueules aux deux clefs renversées d'or, passées en sautoir et liées d'un ruban d'azur (Di rosso, a due chiavi rovesciate d'oro, passate in decusse e legate d'azzurro) |
|        | Saint-Péray Parti, au premier fascé d'or et de sinople qui est de Crussol, au second d'azur à deux clefs d'or passées en sautoir (Partito: nel 1° fasciato d'oro e di verde (che è di Crussol); nel 2° d'azzurro a due chiavi d'oro poste in decusse)                                                                      |
|        | Les Vans D'azur au soleil d'or, à la bordure cousue de sinople chargée de neuf fleurs de lys aussi d'or (D'azzurro, al sole d'oro; alla bordura cucita di verde caricata da nove gigli pure d'oro) |
|        | Vogüé D'azur au coq d'or, crêté et barbé de gueules (D'azzurro, al gallo d'oro, crestato e bargigliato di rosso) |